# 後藤麻衣 (配音員)
後藤 麻衣（1982年8月22日—），是日本女性配音員，出身於北海道帶廣市，目前隸屬賢Production。
身高148cm、體重43kg。血型為B型。星座是獅子座。

## 簡歷
- 從帶廣北高中畢業後，前往專門學校東京アナウンス学院的放送声優科就讀。
- 2009年3月，經紀公司由ToritoriOffice移籍到賢Production。
- 沒有兄弟姊妹，是獨生女。
- 擁有漢字檢定準二級、秘書檢定二級資格。
- 喜歡的食物是雞肉和蛋。另一方面， 似乎不喜歡香瓜。
- 不知道是不是常常看書的原因，很擅長國文，而對數學很不擅長。
- 不管是本人還是他人都認為自己是御宅族。
- 小學五年級的時候，聽了最喜歡的作品《夢回綠園》的廣播節目《這裡是綠林寮放送局》，而對聲優這個工作有了興趣。
- 擅長畫插圖，在動畫乃木坂春香的秘密中擔任了次回預告的插畫。
- 曾經有過公寓的水電、瓦斯被停掉的經驗。
- 是廣播《這裡是綠林寮放送局》裡岩田光央的粉絲。後藤在岩田於釧路舉行的握手會，向岩田傳達了自己想當聲優的事情，被岩田以「請加油」這樣鼓勵了。本人表示：「是個非常溫柔的人！」。
- 後藤在部落格上表示，同名的寫真女星出馬競選2009年東京都議會議員選舉時，被誤會是同一人，而收到「都議選請加油」的訊息。所屬事務所也收到雜誌取材的委託[1]。

## 主要參與作品

### 電視動畫
- 主要角色以粗體顯示

2003年
- 魔法少年賈修（女孩、小孩）

2006年
- Happiness!（小日向李）
- 夜明前的琉璃色（朝霧麻衣）

2007年
- ef - a tale of memories.（羽山瑞希、廣野紘（幼年時期））
- 逮捕令 全速前進（第四話的女性警官）
- 七色★星露（小雪）

2008年
- ef - a tale of melodies.（羽山瑞希/未來）
- 鋼鐵新娘（小林玉子）
- 乃木坂春香的秘密（乃木坂美夏）※亦担当预告的绘图

2009年
- 11eyes（水奈瀨由佳）
- K-ON!（學生（三浦一子））
- 真・戀姫†無雙（劉備）
- 乃木坂春香的秘密 Purezza♪（乃木坂美夏）
- 鋼之鍊金術師 FULLMETAL ALCHEMIST（張梅）
- 發現、體驗、最喜歡！巧虎 （やっくん）
- 神奇寶貝鑽石&珍珠（マリリン）

2010年
- 真・戀姫†無雙 ～乙女大亂～（劉備）
- 聖痕鍊金士（阿斯塔蒂）
- 大小姐×執事！（琵娜·司弗露姆克蘭·艾斯特）
- 祝福的鐘聲（莉特絲·托魯蒂亞）

2011年
- 卡片戰鬥先導者（トワレ）
- 我的朋友很少（女學生、女學生A）
- 天才黃金腦～神之謎（水谷艾利）
- 純白交響曲（瓜生櫻乃）

2012年
- 女神異聞錄4

2013年
- 天使水果糖（忍）
- 銀之匙 Silver Spoon（駒場二野、駒場三空）
- IS〈Infinite Stratos〉2（傑露西·布蘭科特）
- 噗嗶啵～來自未來～（東禮子）

2014年
- BUDDY COMPLEX（渡瀨翼）
- SONIANI -SUPER SONICO THE ANIMATION-（富士見鈴）
- 銀之匙 Silver Spoon 第二季（初中女子）

2016年
- 任性High-Spec（鳴海兔亞）
- SHOW BY ROCK!!#（亞絲特莉亞爾）

2018年
- 魔法律事務所（蘇菲姐）

2019年
- 環戰公主（妮娜·亞維琳[2]）

### OVA
2003年
- ワイルド7

2007年
- Happiness! 動畫特別篇「渡良瀨準華麗的一天」（渡良瀨準）※PS2遊戲「Happiness! De:Lucks」初回限定版同梱特典
- AIKa R-16:VIRGIN MISSION（清子）

2008年
- 四娘物語（天地祭）

2009年
- 異世界的聖機師物語（多爾）
- 灼眼的夏娜S（尾崎夕紀乃）

2010年
- 真・戀姬†無雙†DVD第七卷OVA是特別篇†（劉備）

2011年
- 祝福的鐘聲OVA（莉特絲·托魯蒂亞）

2012年
- 乃木坂春香的秘密ふぃな〜れ♪（乃木坂美夏）

### 劇場版動畫
- 魔法少年賈修：第101本魔法書（女性）

### 遊戲
2005年
- 押忍！戰鬥！應援團（雨宮沙耶花）

2006年
- 夜明前的琉璃色 -Brighter than dawning blue-（朝霧麻衣）

2007年
- 七色★星露 pure!!（小雪 / 秋姬卡琳）
- Happiness! Re:Lucks（小日向李）
- 燃燒！熱血韻律魂 押忍！戰鬥！應援團2（雨宮沙耶花）

2008年
- （南条時夢路）
- 乃木坂春香的秘密─開始了，角色扮演♥（乃木坂美夏）

2009年
- （導覽声音）
- 11eyes CrossOver（水奈瀨結花）
- eden*（塔野真夜）
- 鋼鐵新娘！DS ～ヨメとメカと男と女～（小林玉子）
- （東雲小桃）
- 電擊學園RPG：女神的十字架（乃木坂美夏）
- narcissu 3rd -Die Dritte welt-（千里）
- （八重櫻）

2010年
- 魔塔大陸III（咲）
- 祝福的鐘声 Portable（莉特絲·托魯蒂亞）
- 天神亂漫 Happy Go Lucky！！（千歲佐奈）
- 乃木坂春香的秘密 同人誌開始♥（乃木坂美夏）

2011年
- 水月 貳（藤見原和）
- 純白交響曲 *mutsu-no-hana（瓜生櫻乃）
- 女僕☆天堂 ～以第一女僕為目標！～（結城小春）

2012年
- 渾沌世代6（多明尼克）
- 離地平線有多遠 -ORIGINAL FLIGHT-（花見麻里矢）
- 嫁Colle（瓜生櫻乃）

2013年
- 十字一族（月館日羽）

2016年
- 少女理論及其周邊 -Bon Voyage-（梅麗爾·琳祺）
- Strawberry Nauts（日和橙子）

2017年
- 任性High-Spec（鳴海兔亞）
- 碧藍航線（魯莽，倔強）

2018年
- 片羽 ―An' call Belle―（安潔莉納·珞卡、克麗絲汀娜·道恩[3]）

2019年
- 寶可夢大師（杜娟）

2024年
- 星躍物語（星雲雲）

### 彈珠機
- CR戀姬†夢想 乙女大混戰!（2014年，劉備）
- CR戀姬†夢想（2017年，劉備）

### CD

#### 廣播劇CD
- 青梅竹馬是偽娘〜茜の場合〜（西園寺茜）
- Sanarika談話CD（小小魔女）
- 絕對達令 FIGURE DARLING（女子高生）
- 七色★星露 Pure!! 廣播劇CD 「某個暑假的一天」（小雪）
- 七色★星露Sepcial CD1
- 乃木坂春香的秘密（乃木坂美夏）
- 笨蛋，測驗，召喚獸 廣播劇CD vol.2（女學生）
- Happiness! 廣播劇CD 「下雪的情人節」（小日向李）
- 暮蟬悲鳴時
- 純白交響曲 原創廣播劇CD（瓜生櫻乃）
- 眼花撩亂（貧乏神）
- 夜明前的琉璃色 Crescent Love Vol.1・2（朝霧麻衣）
- 四娘物語 〜在雪溶化之前〜（天地祭）
- 泛用人型少女·百式（由里亞108式）
- 樂園之歌 第1、2卷（笹本梨夢（妹））
- 大小姐偵探（和泉櫻子）
- 大小姐×執事！（琵娜·司弗露姆克蘭·艾斯特）
- 黑子的籃球（迷路的小孩）
- 勇星戰隊☆金連者（黃埜瑠奈）

#### 音樂CD
- Happiness! Vocal Collection（小日向李）
- Happiness! De:Lucks 角色歌片尾曲精選輯 Vol.IV 小日向李
- 夜明前的琉璃色 -Brighter than dawning blue- 音樂集 Terra Passport（朝霧麻衣）
- 乃木坂春香的秘密角色歌2（乃木坂美夏）
- ef - a tale of melodies. ENDING THEME 〜Fermata by Mizuki Hayama（羽山瑞希）
- ef - a tale of melodies. ORIGINAL SOUNDTRACK 2 〜felice〜（羽山瑞希）
- 純白交響曲 原創廣播劇CD サウンドポートレート（瓜生櫻乃）

### 廣播節目
- 七色★RADIO!（2007年－2008年，MediaWorks、超!放送局）
- 乃木坂美夏的麻衣ふぇあれいでぃお!（2008年－2009年，電視動畫官方網站）
- 祝福的鐘聲廣播（2008年－2009年，HOBiRECORDS、音泉）
- 乃木坂美夏的麻衣ふぇあれいでぃお! ねくすとっ!!（2009年－2010年，電視動畫官方網站）
- 麻衣與茉莉也的廣播×執事！（2009年－2010年，電視動畫官方網站）
- 真・廣播戀姬†無雙 〜○△×○△×○△×的事情〜（2009年－2010年，音泉）
- Ayugoma 82Cafe（2010年－2012年，賢Production官方網站）
- RADiO 閃耀十字軍GoGo Go!（2010年，遊戲官方網站）
- Windmill Presents Witches Garden的廣播。（2012年－2013年）
- 任性High-Spec RADIO（2016年，音泉）

### 廣播連續劇
- 乃木坂春香的秘密（乃木坂美夏）（電擊大賞：2007年10月27日〜全4回）

### 其他
- 舞華蒼魔鏡（蕾米莉亞·史卡雷特）

## 註腳
1. ↑  .   [2009-09-27]. （原始内容存档于2016-03-05）.
2. ↑  . 電視動畫「環戰公主」官方網站.   [2018-08-09]. 原始内容存档于2020-08-16.
3. ↑  . PS Vita遊戲「片羽 ―An' call Belle―」官方網站.   [2018-01-10]. （原始内容存档于2021-08-31）.

## 外部連結
- 株式會社 賢Production 公式網站（日語）
  - 賢Production 後藤麻衣（介紹頁）（日語）
- 後藤麻衣blog「ごまぶろ。」 （页面存档备份，存于）（日語）